# Marie Bosse
Marie Bosse dite aussi Marie Marais, également connue comme La Bosse, morte sur le bûcher le 8 mai 1679 à Paris, est une empoisonneuse française, diseuse de bonne aventure et sorcière présumée. Elle est l'une des accusés dans la célèbre affaire des poisons, une série de scandales impliquant des empoisonnements survenus entre 1679 et 1682, sous le règne de Louis XIV.

## Biographie
Marie Bosse, veuve d'un marchand de chevaux, est l'une des devineresses les plus réputées de Paris. Dans l'ombre, elle est également une empoisonneuse, qui procure du poison aux personnes souhaitant se débarrasser de quelqu'un.
À la fin de l'année 1678, Marie Bosse assiste à une fête organisée par son amie Marie Vigoreaux (en), épouse d'un couturier, rue Courtauvilain. Au cours de la fête, ivre, elle se vante d'être devenue très riche en vendant des poisons mortels à des membres de l'aristocratie au point qu'elle sera bientôt en mesure de prendre sa retraite. À la même époque, la police parisienne enquête justement sur d'autres affaires de poison à Paris. Un autre invité de la soirée, Maître Perrin, petit avocat sans clientèle, rapporte la conversation à François Desgrez, le plus fin limier du lieutenant-général de police de La Reynie, chargé des autres affaires d'empoisonnement. Afin de confondre Marie Bosse, la police demande à la femme d'un officier de police de se faire passer, auprès de cette dernière, pour une femme voulant assassiner son mari et ayant besoin de poison pour ce faire. Marie Bosse tombe dans le piège et lui procure une substance qui s'avérera être un poison mortel.
Le matin du 4 janvier 1679, Marie Bosse est arrêtée avec sa fille Manon et ses fils, François dit Belamour et Guillaume,. Son fils aîné est un soldat de la garde royale, le plus jeune est récemment sorti de l'Hospice. Selon le rapport de police, lorsque la famille a été arrêtée, ils étaient dans le même lit et avaient des relations sexuelles.
Marie Vigoreaux est arrêtée le même jour à cause des liens étroits qu'elle entretient avec la famille Bosse en raison des relations sexuelles qu'elle aurait eues avec tous les membres. Leurs aveux révèlent que la vente illégale de poison dans la capitale est gérée par un réseau de diseuses de bonne aventure. Cela conduit à l'arrestation de la figure centrale de ce commerce de poison, Catherine Deshayes dite La Voisin et au début de l'affaire des poisons.
Marie Bosse avoue avoir procuré le poison utilisé par Marguerite de Poulaillon lors de sa tentative de meurtre sur son mari. Marie Vigoreaux meurt sous la torture lors d'un interrogatoire le 9 mai 1679.
Marie Bosse est condamnée au bûcher et est exécutée à Paris, le 8 mai 1679. François est pendu et Guillaume innocenté. Quant à Manon, d'abord enfermée à la citadelle de Besançon, elle termine sa vie dans un couvent.

## Dans la fiction
Marie Bosse est décrite dans un roman de Judith Merkle Riley, The Oracle Glass (1994).